# Palms (álbum de Palms)
Palms es el primer álbum de estudio de la banda de post rock Palms. Fue lanzado en el año 2013 en formato CD digipack, Vinilo (edición limitada), Casete (edición limitada) y digital a través de Ipecac Recordings. El álbum se puso a disposición vía streaming por Spin el 18 de junio del 2013, una semana antes de su lanzamiento oficial. Con este lanzamiento, Palms debutó en el puesto No. 55 de Billboard 200 recibiendo críticas positivas. El estilo del álbum es descrito como post-metal y rock alternativo, muy similar al estilo característico de la banda principal de Chino Moreno, Deftones.

## Lista de canciones
Todas las canciones escritas y compuestas por Palms. 
| N.º | Título                | Duración |  |
| 1.  | «Future Warrior»      | 7:56     |  |
| 2.  | «Patagonia»           | 6:40     |  |
| 3.  | «Mission Sunset»      | 9:57     |  |
| 4.  | «Shortwave Radio»     | 6:56     |  |
| 5.  | «Tropics»             | 5:44     |  |
| 6.  | «Antarctic Handshake» | 9:41     |  |

| Bonus de la edición japonesa y casete |                          |          |  |
| N.º                                   | Título                   | Duración |  |
| 7.                                    | «Shortwave Radio (Demo)» | 6:46     |  |

## Créditos
Integrantes
- Chino Moreno – voz, guitarra
- Jeff Caxide – bajo
- Aaron Harris – batería, ingeniería de audio, mezclas
- Bryant Clifford Meyer – guitarra, teclados, ingeniería

Adicionales
- Chuck Anderson – Diseño de portada
- Chris Common – masterización digital
- James Plotkin – masterización de audio (edición vinilo)
- Travis Shinn – fotografía